# Megan Dirkmaat
Megan Dirkmaat (* 3. Mai 1976 in San José, Kalifornien) ist eine ehemalige US-amerikanische Ruderin, die 2004 eine olympische Silbermedaille im Achter gewann.

## Sportliche Karriere
Die 1,85 m große Megan Dirkmaat ruderte an der University of California, Berkeley. 1999 trat sie mit dem US-Achter erstmals im Ruder-Weltcup an. Bei den Weltmeisterschaften 2001 belegte sie mit dem Achter den vierten Platz. 2002 ruderte sie mit Portia McGee im Zweier ohne Steuerfrau, die beiden belegten den zwölften Platz bei den Weltmeisterschaften 2002. 2003 kehrte Dirkmaat in den Achter zurück und siegte beim Weltcup in München. Bei den Weltmeisterschaften 2003 belegte sie mit dem Achter den fünften Platz.
2004 siegte der US-Achter bei den Weltcup-Regatten in München und Luzern. Bei den Olympischen Spielen in Athen traten Katherine Johnson, Samantha Magee, Megan Dirkmaat, Alison Cox, Anna Mickelson, Laurel Korholz, Caryn Davies, Lianne Nelson und Steuerfrau Mary Whipple im Achter an. Die Crew gewann ihren Vorlauf, im Finale erreichte sie als Zweite das Ziel, fast zwei Sekunden hinter den Rumäninnen und drei Zehntelsekunden vor den Niederländerinnen.  
Bei den Weltmeisterschaften 2005 erreichte Dirkmaat mit dem US-Achter als Vierte das Ziel. 2007 ruderte sie zusammen mit Portia McGee, Erin Cafaro und Rachel Jeffers im Vierer ohne Steuerfrau. Bei den Weltmeisterschaften in München gewann der Vierer den Titel vor den Deutschen und den Australierinnen.